# Hökarängens gård

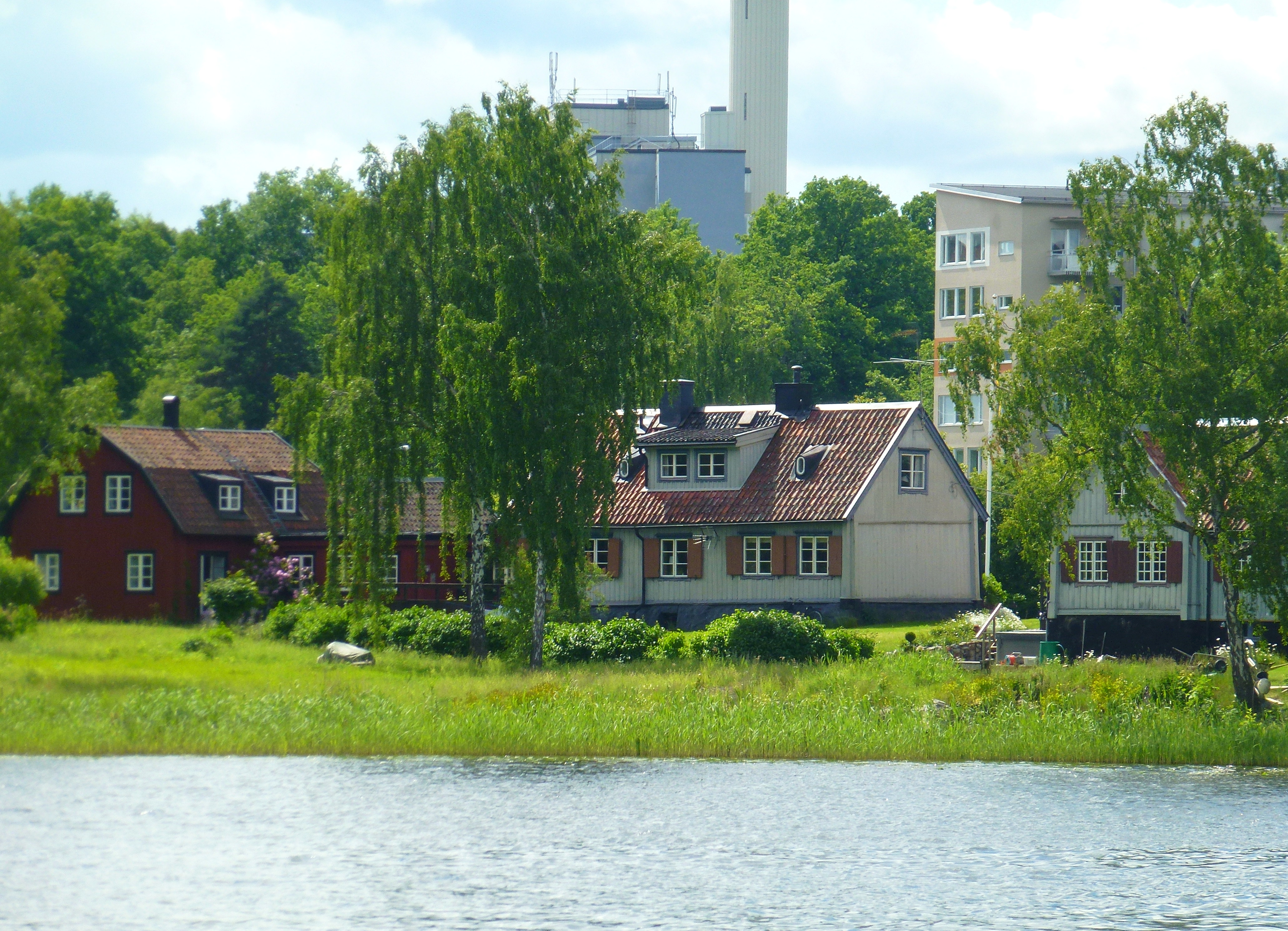
Hökarängens gård, vy över Drevviken.

Hökarängens gård, äldre gård vid Drevvikens nordvästra kant i stadsdelen Farsta, Stockholm. Gården har sitt namn efter hökare och gav i sin tur stadsdelen Hökarängen sitt namn. Gården, som egentligen ligger i Farsta, är idag uppdelad på några privatbostäder.

## Historik

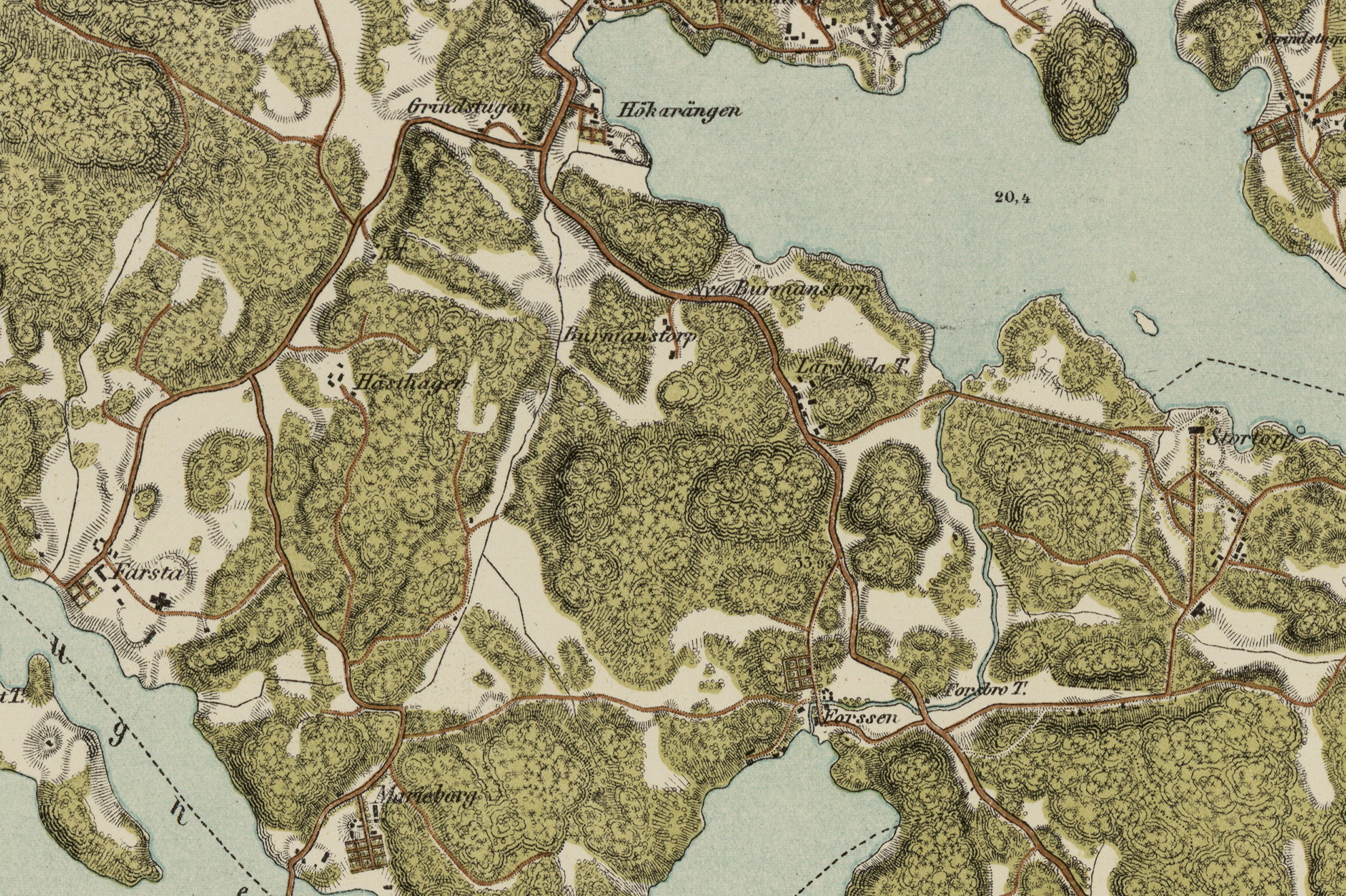
Topografiska corpsens karta över området, 1860-tal. Diagonalt genom kartbilden går Dalarövägen.

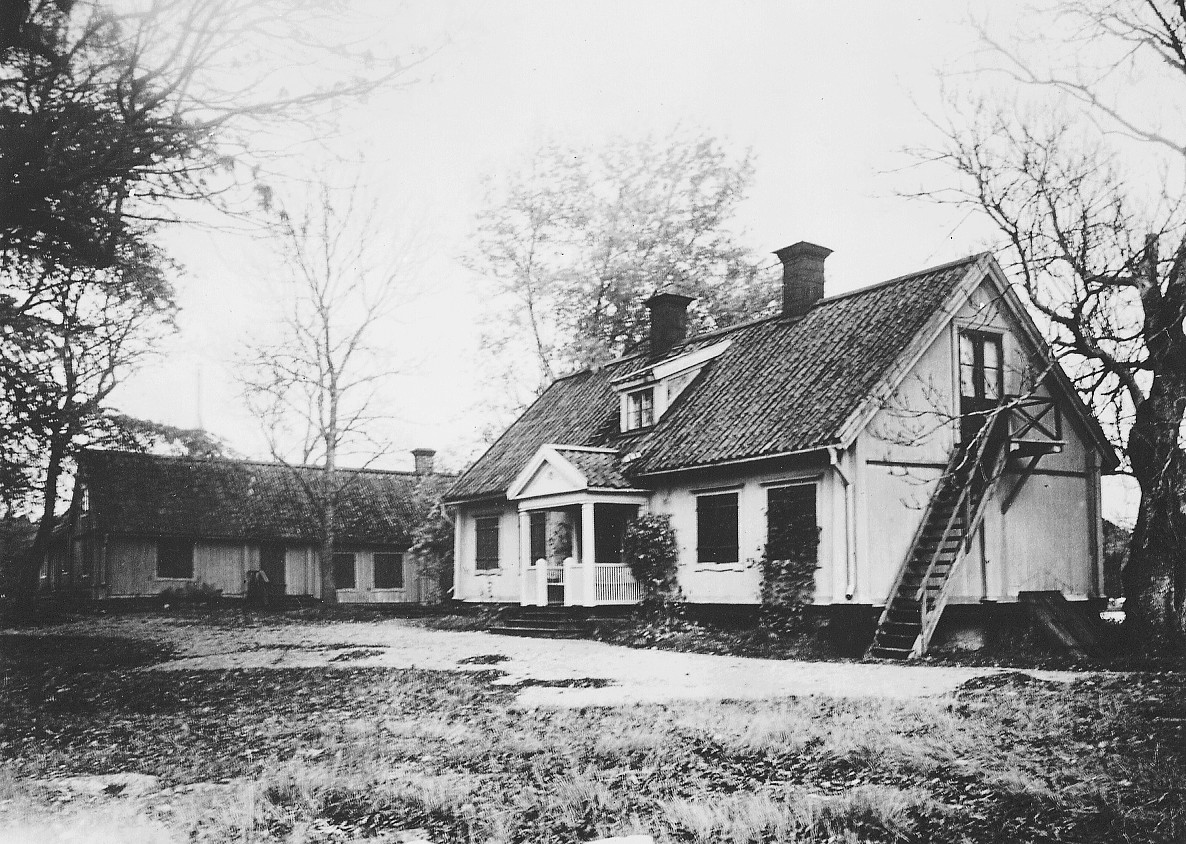
Hökarängens gård i september 1949.

Marken hörde en gång till Farsta gård och omnämns 1672 som ängen vid Sjöändebro (jfr Sköndalsbro). Med Sjöänden (namnet blev senare uppsnyggat till Sköndal) menades västra delen av Drevviken. Här passerade landsvägen mot Dalarö, och här arrenderade hökarna Hindrik Abrahamsson och Per Mickelsson från Stockholm mark från 1672 och framåt. Förmodligen använde de den tidigare ängsmarken som betesmark för boskap till avsalu. År 1684 sades arrendet upp, och i samband med det nämns Hökarängen för första gången. 
Efter dem övertogs stället av Karin Christoffersdotter från Farsta som bodde här till sin död. Under hennes tid kallades stället "Krögareholmen", och sista gången hon omtalas där är 22 september 1698. Möjligtvis drev hon en krog på Krögareholmen, men det kan även röra sig om en felskrivning av häradshövdingens skrivare. Nu följde många arrendatorer och flera av dem är inte registrerade i domboken eller i husförhörslängderna. 
I samband med laga skiftet 1874 blev gården friköpt från Farsta och den  14 mars 1874 tillträdde Per-Olof Holmgren och hans hustru Johanna Charlotta Andersson som ägare av Hökarängen. I mars 1879 sålde de egendomen till slaktaren Johan August Johansson som bodde kvar till 1907. Efter 1894 fanns på Hökarängen även ett tvätteri. Tillsammans med Larsbodatorpet som också ägdes av Johansson såldes Hökarängen den 14 mars 1906 till AB Södertörns villastad. Men villastadens historia blev kort och redan sex år senare köptes marken av Stockholms stad.

## Gården idag
Anläggningen ligger i Farstas östra del, öster om Nynäsvägen och har strandtomt vid Drevviken. Längst i söder finns en mangårdsbyggnad och bod från början av 1800-talet, som har kompletterats med en byggnad från Älvsjö. I mitten finns ytterligare en mangårdsbyggnad från 1700-talets mitt med en tillbyggnad i vinkel i imiterande stil som utförandes på 1940-talet. Längst i norr finns ett bostadshus byggd på äldre grund och ett uthus från 1915. Anläggningens entré nås genom en mindre grusad väg som går parallellt med Perstorpsvägen, inte långt från Hökarängsbadet. 

## Bilder

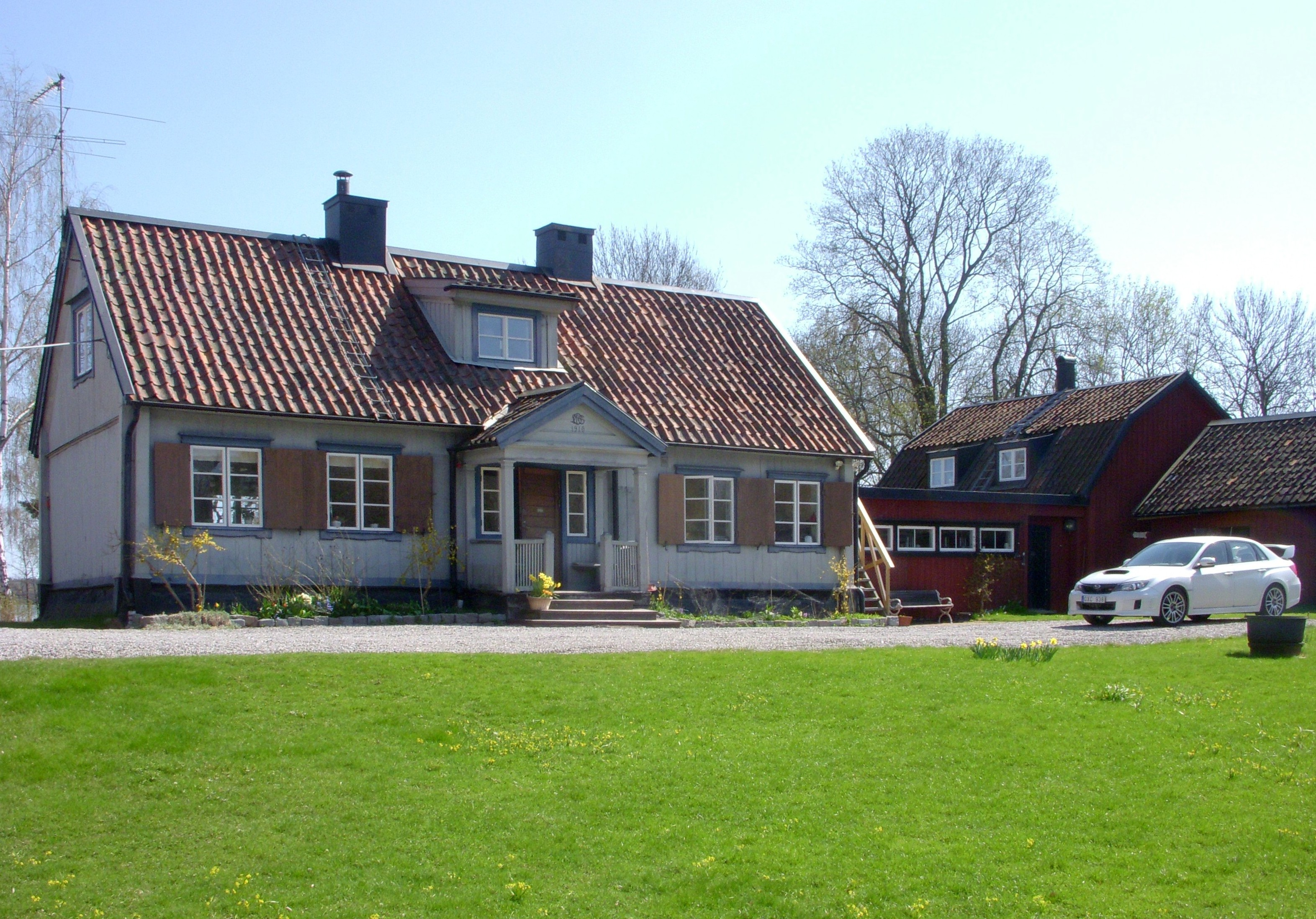
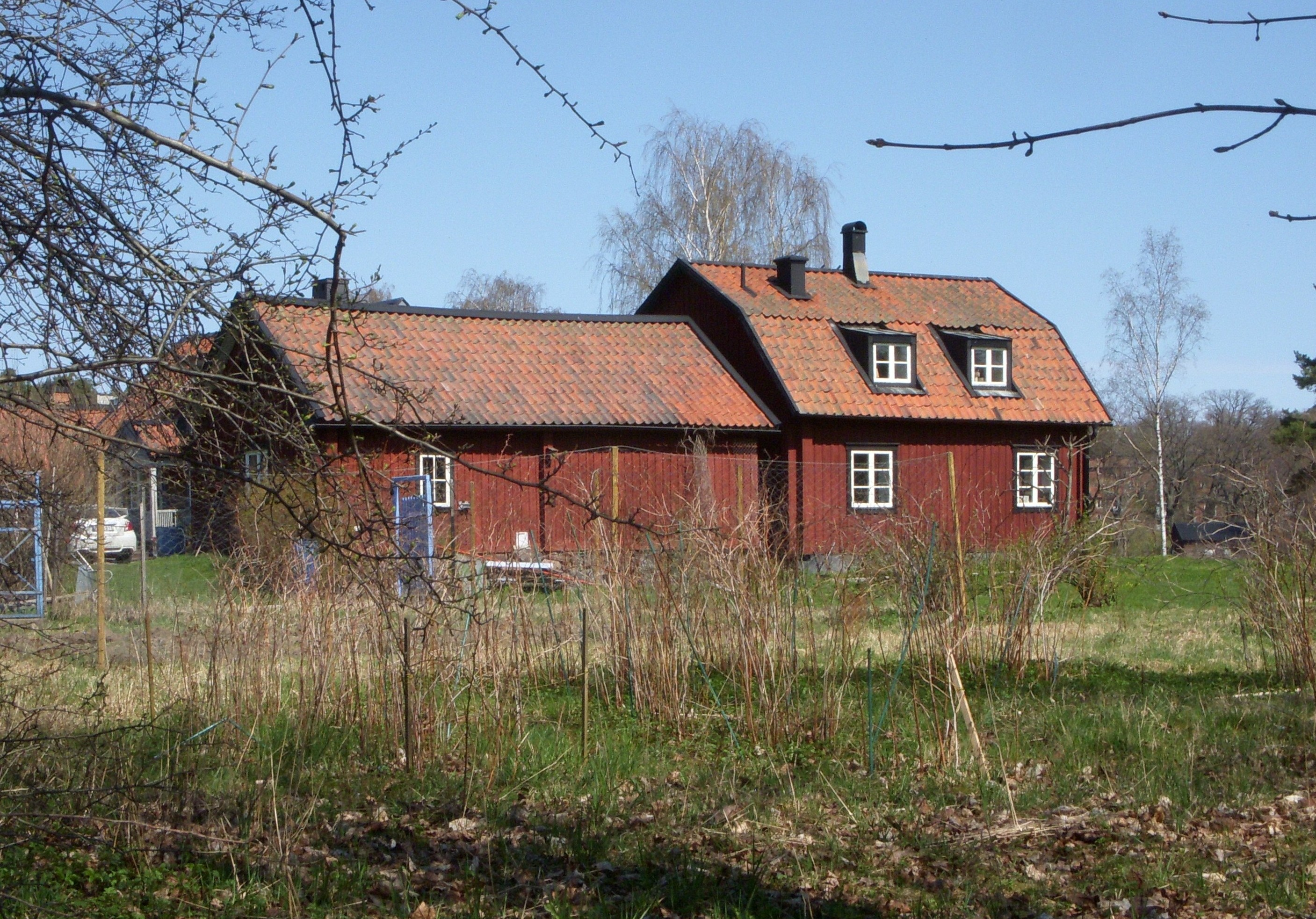
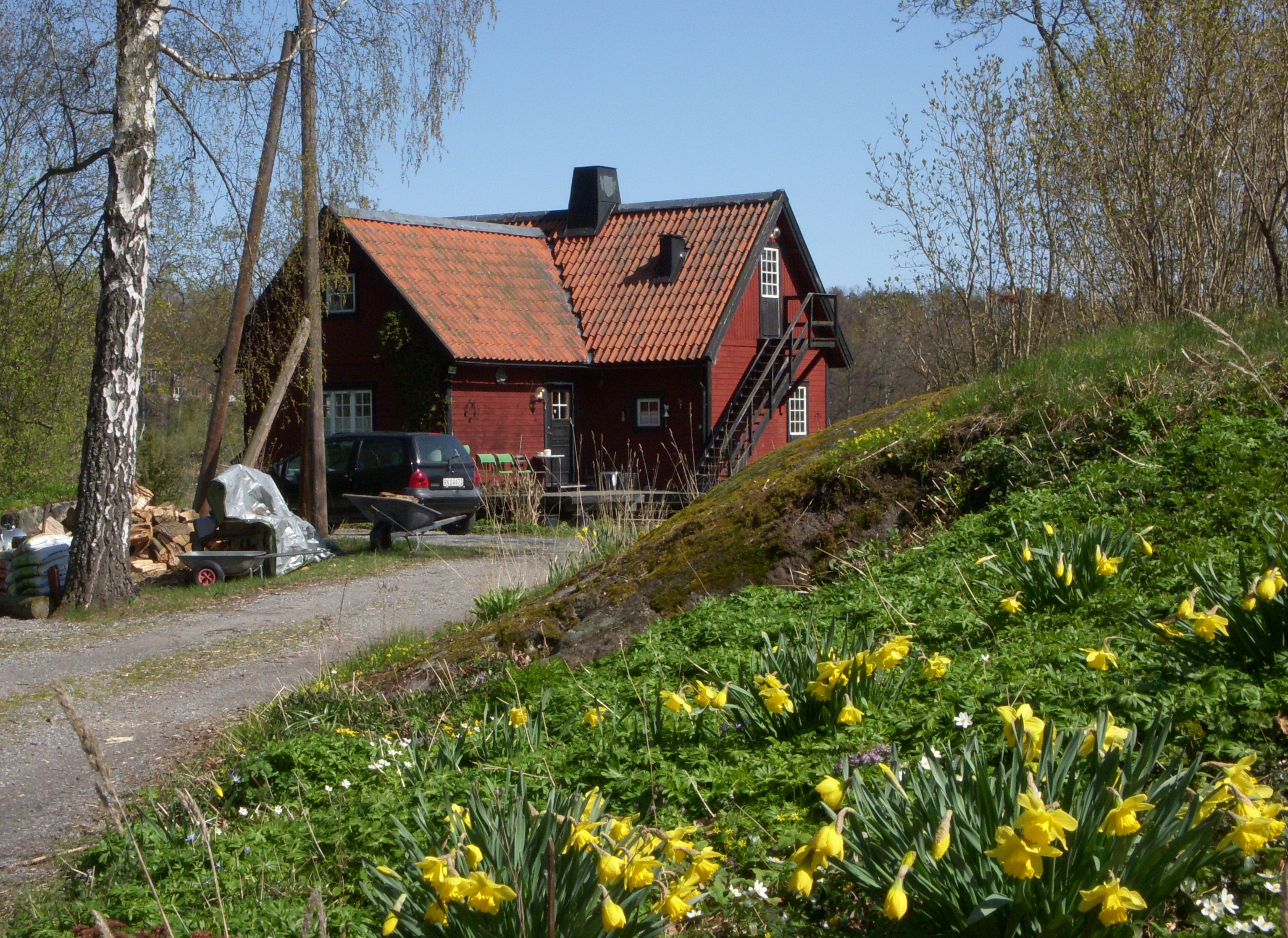
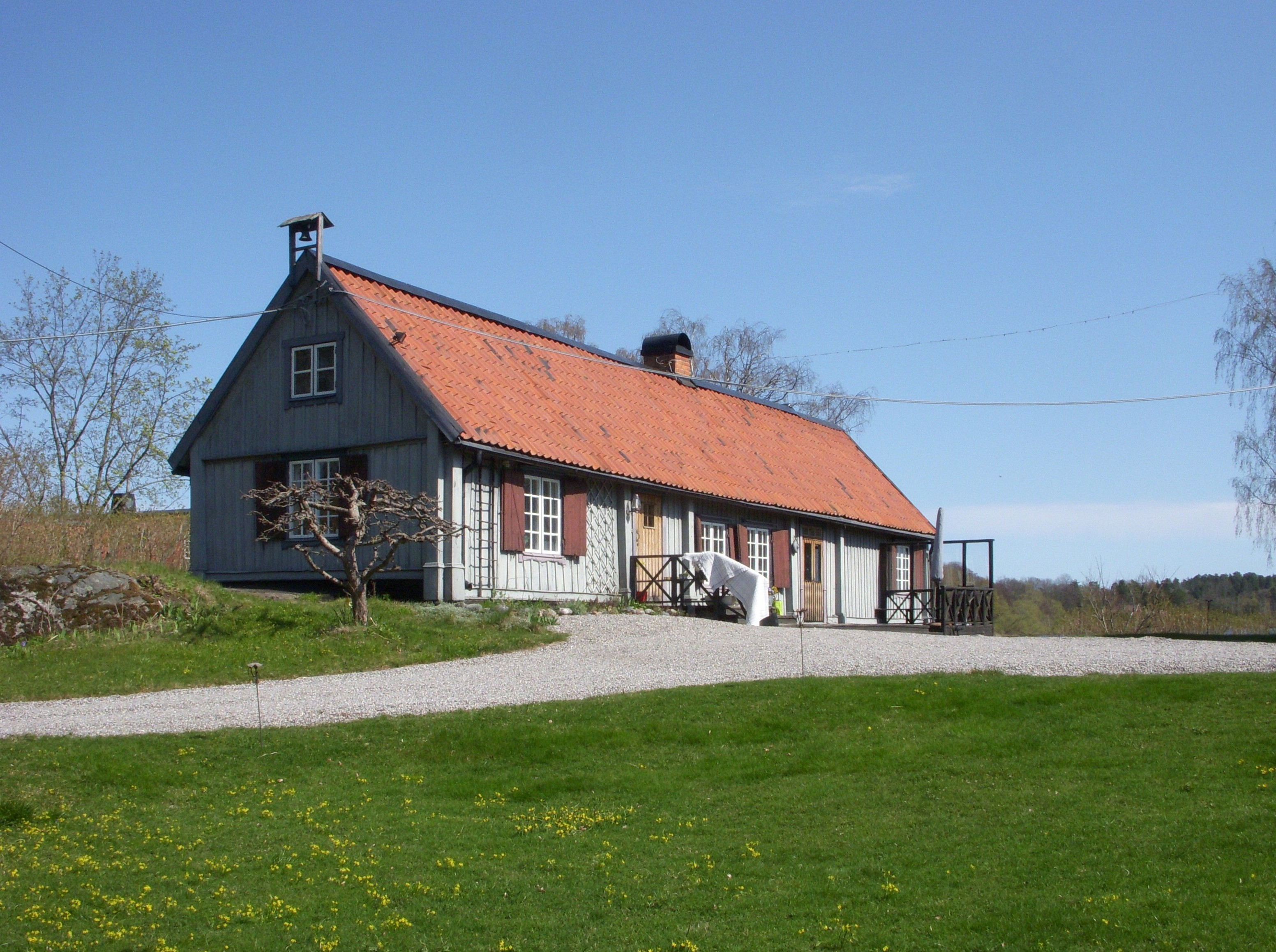